# Ormiscodes erythropus
Ormiscodes erythropus är en fjärilsart som beskrevs av J. Peter Maassen 1890. Ormiscodes erythropus ingår i släktet Ormiscodes och familjen påfågelsspinnare. Inga underarter finns listade i Catalogue of Life.